# Kaunitz
I Kaunitz (in ceco: Kounicové o z Kounic) erano una nobile famiglia con origini in Boemia e Moravia.

## Storia
La famiglia dei conti von Kaunitz apparteneva all'alta nobiltà ceca e austriaca, e se ne ha notizia per la prima volta nel 1412 con Wenzel I von Kaunitz (Václav I. z Kounic), barone di Šlapanice in Boemia.
Nel 1519 invece la famiglia raggiunse il titolo comitale con Ulrich von Kaunitz (Oldřich z Kounic), amico di Carlo V e paladino della controriforma. Divenuta molto potente in Austria, la famiglia von Kaunitz diede a questo paese politici e militari, imparentandosi con antiche dinastie dell'alta nobiltà asburgica: i Colloredo, i Mensdorff-Pouilly, i Clam-Gallas.

Stemma della famiglia Kaunitz-Rietberg

Il ramo moravo della famiglia assunse maggiore potenza e ricchezze quando il conte Massimiliano Ulrico (Maxmilián Oldřich, +1746) sposò la contessa Maria Ernestina Cirksena, erede della piccola contea sovrana di Rietberg in Vestfalia. Ciò gli permise di ricevere il diritto di voto e di seggio nel Collegio dei Conti dell'impero di Vestfalia. Il figlio Wenzel Anton (Václav Antonín) divenne anche conte di Questenburg (1752) e signore di Esens, Stadesdorf, Wittmund e Melrich. Fu famoso ministro degli esteri austriaco (1753-1792). Nel 1784 fu elevato alla dignità principesca ricevendo il diritto di voto personale al Reichstag.

## Membri illustri
Alcuni importanti esponenti della linea morava della famiglia dei conti von Kaunitz furono:
- Dominik Andreas I von Kaunitz (Dominik Ondřej z Kounic, 1654-1705), politico austriaco;
- Franz Wenzel von Kaunitz (František Václav z Kounic, 1742-1825), militare austriaco;
- Maria Eleonora von Kaunitz (1775-1825), sposa di Klemens von Metternich;
- Wenzel Anton von Kaunitz (Václav Antonín z Kounic, 1711-1794), politico austriaco e conte sovrano di Rietberg;
- Wenzel Robert von Kaunitz (Václav Robert z Kounic, 1848-1913), diplomatico austriaco, politico ceco.

## Luoghi e architetture

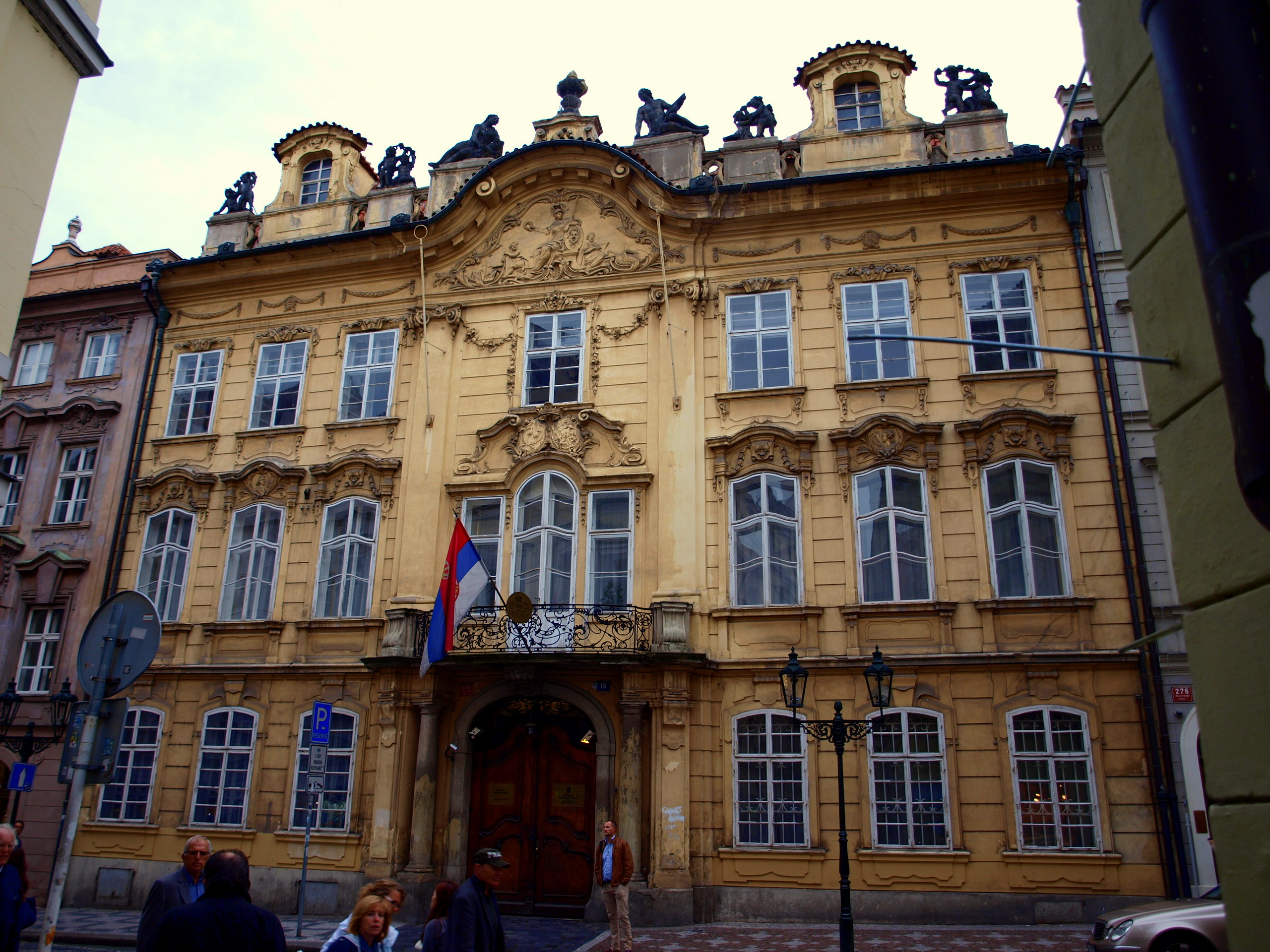
Palazzo Kaunitz (Kounický palác) a Praga, sede dell'ambasciata serba

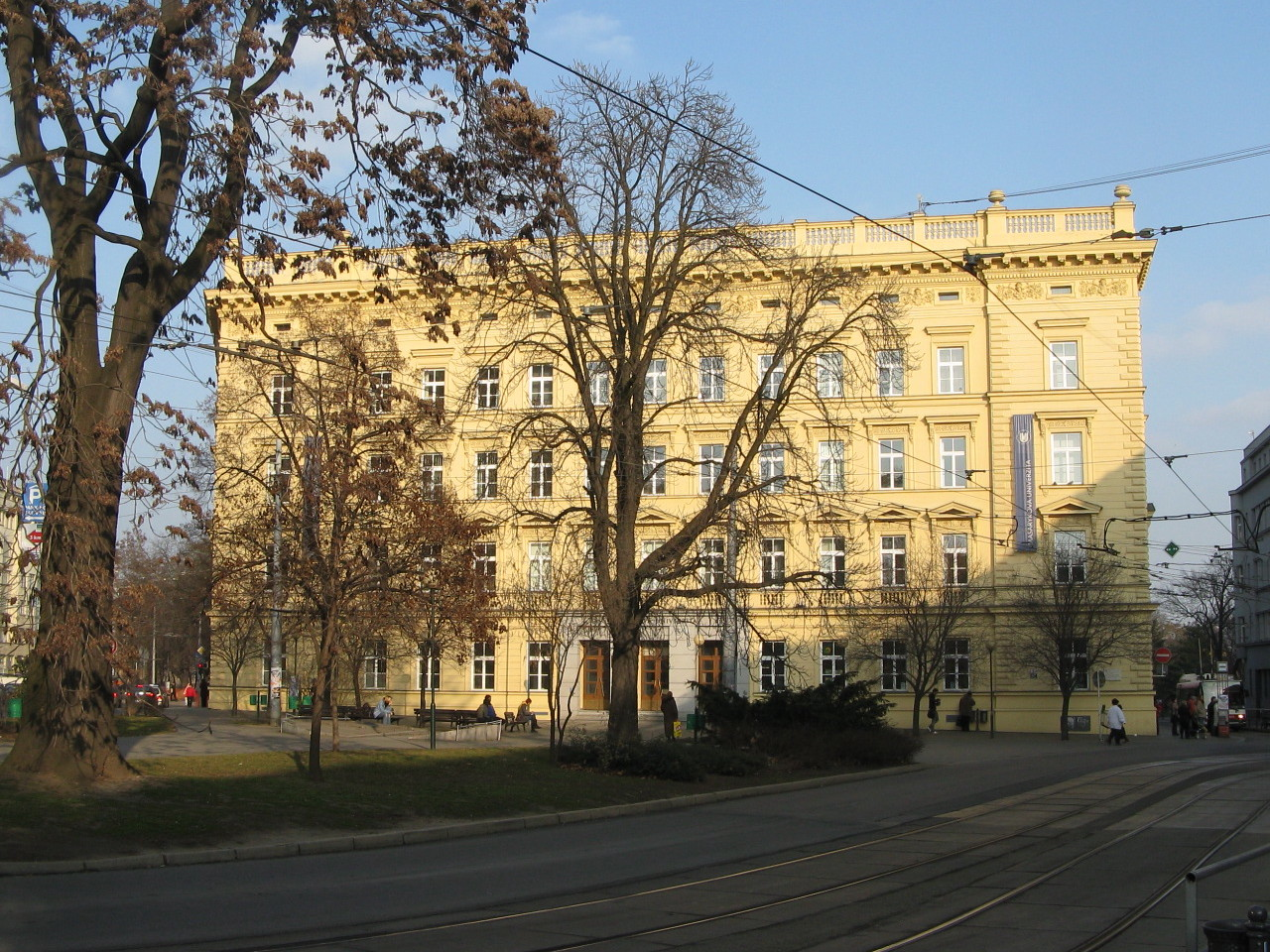
Palazzo Kaunitz (Kounicův palác) a Brno, sede del rettorato dell'Università Masaryk

- Palazzo Kaunitz (Kounický palác) a Praga, sede dell'ambasciata serba;
- Palazzo Kaunitz (Kounicův palác) a Brno, sede del rettorato dell'Università Masary.